# Pul·lulanasa

### Reacció catalítica

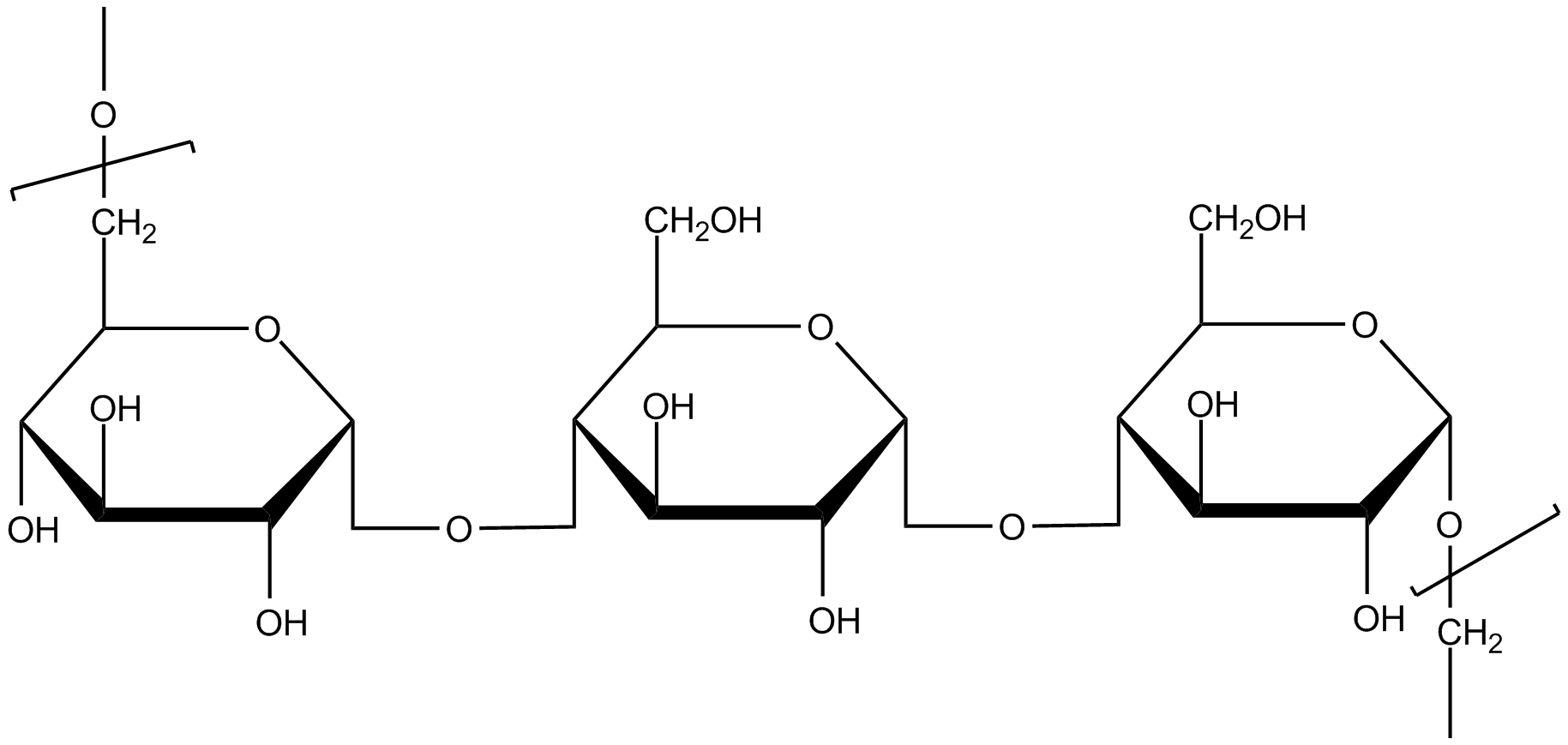
Estructura del pullulan

Les pul·lulanases són hidrolases glicosídiques, és a dir, són enzims encarregats d'hidrolitzar l'enllaç glicosídic α-1,6 en els α-glucans. Els α-glucans són polisacàrids que consisteixen en unitats de glucosa unides per enllaços α-1,4-glicosídic, que a la vegada també poden haver-hi branques a partir d'enllaços α-1,6-glicosídic. Un exemple d'aquests α-glucans és el pullulan, que està format per maltotriosa i maltotetratosa (oligosacàrids de tres i quatre glucoses).

Aquests enzims són estables i funcionals en un ampli interval de pH, entre 2 i 10, però la seva activitat òptima es troba entre 5,5 i 6,5. Pel que fa a l'interval de temperatura òptim, es troba entre 55 i 100 °C, tot i que depèn del microorganisme del qual provinguin.

### Llocs de reconeixement i centres actius
Com en el cas de les xilanases ens trobem que al provenir de diferents fonts, els llocs de reconeixement i les regions catalítiques són diferents. Tot i així, podem observar que les pul·lulanases tenen dues zones actives: una donadora de protons i l'altre nucleòfila. També contenen una zona estabilitzadora.
Un exemple seria la pul·lulanasa de Bacillus subtilis:
| Regió catalítica / Lloc de reconeixement o unió | Posició de l'aminoàcid | Aminoàcid     | Funció que desenvolupa |
| Regió catalítica                                | 406                    | Àcid aspàrtic | Nucleòfila             |
| Regió catalítica                                | 435                    | Àcid glutàmic | Donador de protons     |
| No definit                                      | 525                    | Àcid aspàrtic | Estabilitzador         |

### Estructura
Fins ara una cinquantena d'estructures han estat resoltes i publicades al PDB (Protein Data Bank). Tot i que les pululanases de diferents fonts, no comparteixen una elevada similitud en la seqüència, les regions funcionals conservades es poden observar en les estructures 3D. L'estructura 3D d'algunes pululanases tipus I, mostren una arquitectura multi-domini, incloent-hi un mòdul que s'uneix als carbohidrats, el domini catalític i el domini C-terminal. La zona C-terminal està implicada en el reconeixement del substrat i la seva correcta orientació respecte al domini catalític. El domini catalític està en forma de barril, compost per vuit cadenes beta.

### Localització
A causa de la gran varietat de pululanases, es poden trobar a diferents llocs. N'hi ha tant d'origen microbià com de plantes.
Les d'origen microbià són normalment extracel·lulars, siguin segregades o en la superfície cel·lular. Això és degut al fet que es degrada els α-glucans en oligosacàrids que sí que poden entrar a la cèl·lula i ser utilitzats per energia. També s'ha demostrat que poden ser utilitzades com a factors virulents (Streptococus) que faciliten l'adhesió dels microorganismes a les mucoses de l'hoste (com la pulmonar).
Les d'origen vegetal tenen com a funció el trencament d'amilopectina per produir energia. També s'ha vist que les pululanases s'utilitzen per degradar l'amilopectina, de manera que aquesta adquireix una forma més ordenada a mesura que la planta està creixent.
Tot i així també s'han trobat pululanases intracel·lulars en Streptococcus mitis.

### Famílies
Hi ha dues classificacions per aquesta família d'enzims:
- Pululanases Tipo 1 (PULI): Hidrolitzen específicament unions ramificades α-1,6 en amilopectina, midó, pullulans i dextrines límit. Algunes a més a més poden hidrolitzar parcialment glicogen. Els productes resultants de la degradació són la maltotriosa, la maltosa i maltooligosacàrids.
- Pululanases Tipo 2 (PULII): Hidrolitzen tant unions α-1,4 com α-1,6-glicosídiques en midó, pullulans i amilopectina. Aquest tipus de pululanases són conegudes pel nom d'amilopululanases. Tot i així hi ha PULIIs que només hidrolitzen un tipus d'unió en els pullulans.

Aquests dos tipus d'enzims es troben en diferents famílies d'hidrolases glicosídiques, segons la classificació feta per la base de dades d'enzims de carbohidrats (CAZY). Les hidrolases glicosídiques es defineixen per l'acrònim GH, i les pululanases es troben en les famílies GH13 i GH57. L'estructura es basa en el plegament i la seqüència proteica.

### Síntesi
Les principals espècies bacterianes productores de pululanases amb característiques desitjables són els Bacillus. Es pot produir a partir de B. subtilis recombinant, el principal problema és el baix nivell d'expressió. Hi ha molts estudis que estan treballant per trobar una manera eficient de producció de pululanases d'origen microbià.

### Aplicacions en la indústria alimentària

#### Processament del midó
Les pululanases són utilitzades per la indústria dels xarops de sucre per completar la hidròlisi del midó iniciada per les α-amilases. L'aplicació combinada de les pululanases amb altres enzims amilolítics augmenta la qualitat dels xarops. Quan el midó es tracta amb amilasa i pul·lulanasa simultàniament augmenta l'eficiència de la reacció de sacarificació. En aquest procés s'ha vist útil la pul·lulanasa termoestable i acidòfila de Bacillus stearothermophilus.
Les α-amilases utilitzades en la conversió de midó, necessiten calci i un pH ajustat (superior a 5,9) per a funcionar. A més cal minimitzar els productes de reversió com la maltosa i la isomaltosa formats a partir de glucosa per la glucoamilasa. Les amilopululanases resultarien, per tant, avantatjoses en el procés de conversió de midó a mesura que augmenta la producció de maltosa, redueix el temps de reacció, permet augmentar la concentració de substrat i limita l'ús de la glucoamilasa, fent d'aquesta manera el procés més econòmic.

#### Indústria de la panificació
La indústria de la panificació és una gran consumidora de midons i enzims que modifiquen el midó. L'enduriment és el principal problema d'aquesta indústria que inclou l'augment de la fermesa de la molla, la pèrdua cruixent de l'escorça, la disminució del contingut d'humitat de la molla i la pèrdua de sabor del pa, provocant el deteriorament de la qualitat. Tot i que es pot superar aquest problema mitjançant tractaments químics, el tractament enzimàtic és més preferible, ja que avui dia es veu més demanda de productes sense productes químics i una major acceptació per part dels consumidors d'enzims, produïts a partir d'ingredients naturals.

#### Begudes alcohòliques
L'ús d'amilopul·lulanasa a les indústries alcohòliques i cerveseres juntament amb la glucoamilasa pot augmentar la quantitat de sucres fermentables i pot facilitar els passos de filtració. Les amilopululanases també s'utilitzen en la producció de cervesa baixa en carbohidrats (baixes en caloríes). L'enzim es pot afegir amb α-amilasa o glucoamilasa fúngica a la fermentació durant la fermentació en lloc de la pul·lulanasa.

#### Millora nutricional
L'enzim també s'utilitza en la producció de midó lentament digestible. El midó lentament digestible té un impacte en la salut humana, ja que està associat a un baix índex glucèmic per al tractament i la prevenció de diverses malalties, com ara malalties cardiovasculars, diabetis, obesitat, i proporciona energia estable i sostenible per als atletes. S'ha trobat que l'amilopul·lulanasa augmenta el contingut de midó resistent.
Durant el procés d'hidròlisi del midó, el midó gelatinitzat pot tornar a una forma altament resistent a la hidròlisi de l'α-amilasa i s'anomena midó resistent. El midó resistent té una aplicació potencial a la indústria alimentària i ha atret molt l'atenció dels nutricionistes, ja que redueix els nivells de glucosa i insulina en plasma, augmenta la quantitat de matèria fecal i la producció d'àcids grassos de cadena curta a través de la fermentació a l'intestí gruixut.

#### Producció de ciclodextrines
Les ciclodextrines són oligosacàrids cíclics que poden ser utilitzades per la indústria de l'alimentació com a emulsionants, antioxidants o agents estabilitzadors. Les pululanases també s'han utilitzat per produir ciclodextrines ramificades. Les ramificades contenen una o més cadenes de sacàrids com la glucosa, la maltosa i altres sacàrids lligats a ciclodextrines mitjançant un enllaç α-1,6. Les ciclodextrines ramificades són més solubles en aigua i dissolvents orgànics que les ciclodextrines que no tenen branques i, per tant, poden formar complexos d'inclusió més solubles amb diversos productes químics.